# West Columbia (Teksas)
West Columbia je grad u američkoj saveznoj državi Teksas. Prema popisu stanovništva iz 2010. u njemu je živjelo 3.905 stanovnika.